# Espagne aux Jeux olympiques d'hiver de 1980
L'équipe olympique d'Espagne a participé aux Jeux olympiques d'hiver de 1980 à Lake Placid aux États-Unis. Elle prit part aux Jeux olympiques d'hiver pour la dixième fois de son histoire et son équipe formée de huit athlètes ne remporta pas de médaille.